# Stazione di Frederikshavn
La stazione di Frederikshavn (in danese Frederikshavn Banegård) è una stazione ferroviaria a servizio dell'omonima città danese.